# Manoir du Sulliado
Le manoir du Sulliado est situé à Persquen en France.

## Localisation
Le manoir est situé sur le territoire de la commune de Persquen, au lieu-dit le Sulliado, dans le département du Morbihan en région Bretagne.

## Description
Le manoir date du XVIe siècle. Édifice à un étage carré, élévation à travées,  construit moellons et pierre de taille de granite,  toiture à longs pans couverte d'ardoises ; un pignon découvert.

## Historique
Le manoir est inscrit à l'inventaire général du patrimoine culturel en 1967.